# Öhlins
Die Öhlins Racing AB ist ein Hersteller von Fahrwerkskomponenten für Motorräder, Automobile, ATVs, Mountainbikes und Schneemobile.

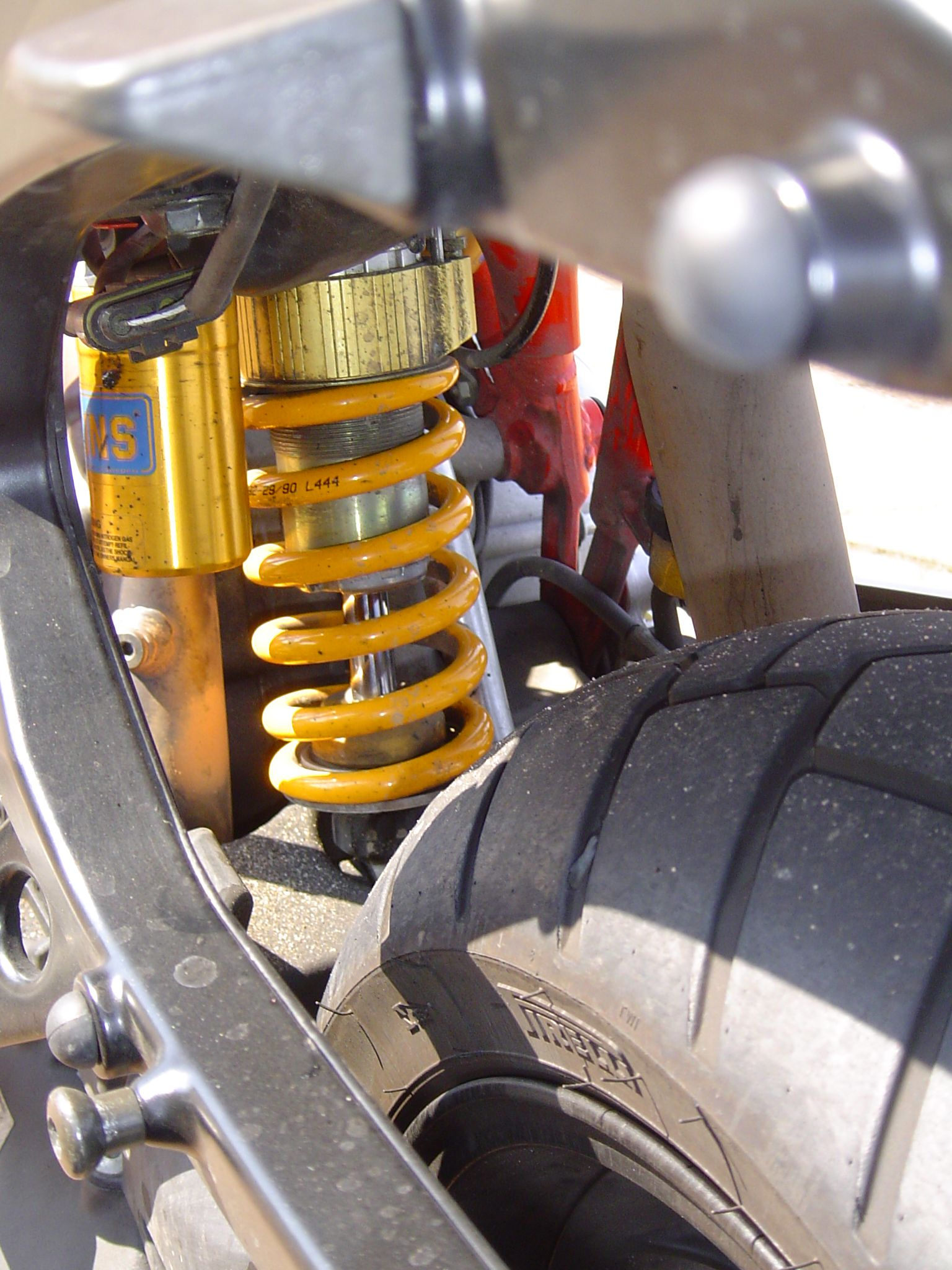
Öhlins-Federbein an einer Ducati

Die Firma mit Sitz in Upplands Väsby (Schweden) wurde 1976 von Kenth Öhlin, einem ehemaligen Motocrossfahrer, gegründet, da es damals keine Federungselemente gab, die seinen Ansprüchen genügten. 1987 übernahm die Yamaha Motor Company die Aktienmehrheit, jedoch blieb die Firma weiterhin als selbständig agierendes Unternehmen bestehen. Ende 2007 kaufte Firmengründer Kenth Öhlin die Firmenanteile von Yamaha zurück.
2007 eröffnete als Distribution & Test Center in Meuspath am Nürburgring die Zweigniederlassung Öhlins Europe.
Öhlins gilt in der Branche als Maßstab bei den Produkteigenschaften und ist Erstausstatter von Aprilia, BMW, Ducati, Honda, Moto Morini, Yamaha sowie Ausrüster unzähliger siegreicher Motorrad-Rennteams u. a. in der MotoGP-Klasse, der Superbike-Weltmeisterschaft und diversen anderen nationalen und internationalen Rennserien. Daneben wird ein erheblicher Teil der Produktpalette im Bereich der Instandsetzungsdienstleistungen an Endkunden verkauft.
Seit 2013 bietet Öhlins neben der Motorrad- und Automobilsparte auch Fahrwerke für Mountainbikes an. Hierbei arbeitet Öhlins mit dem US-amerikanischen Fahrradhersteller Specialized zusammen. Für Mountainbikes gibt es den Stahlfederdämpfer „TTX“, den Luftdämpfer „STX“ und die Federgabel „RXF“.
Im November 2018 wurde die Mehrheit der Anteile von Öhlins an Tenneco verkauft.
Im Oktober 2024 wurde verkündet, dass Öhlins vorbehaltlich der Zustimmung der Kartellbehörden von Tenneco an Brembo verkauft wird.